# ISO 3166-2:CU
کد ISO 3166-2:CU بخشی از استاندارد ایزو ۳۱۶۶ برای کشور کوبا است که توسط سازمان بین‌المللی استانداردسازی ISO تنظیم شده‌است این سازمان، کدهای استاندارد را برای تقسیمات کشوری (ایالت‌ها یا استان‌های) کشورهای فهرست شده در استاندارد ایزو ۳۱۶۶-۱ تعریف می‌کند.
هر کد شامل دو بخش می‌گردد که توسط علامت - جدا می‌گردند.
- بخش نخست CU که در ایزو ۳۱۶۶-۱ آلفا-۲ کد کشور کوبا است.
- بخش دوم شامل یک یا دو یا سه حرف است که بیان‌کننده استان یا ایالت کشور کوبا می‌باشد.

## کدها
| کدها  | استان                  |
| ----- | ---------------------- |
| CU-09 | استان کاماگوی          |
| CU-08 | استان سیه‌گو د آویلا    |
| CU-06 | استان سینفیوگوس        |
| CU-03 | هاوانا                 |
| CU-12 | استان گرانما           |
| CU-14 | استان گوانتانامو       |
| CU-11 | استان اولگین           |
| CU-02 | La Habana Province     |
| CU-10 | استان لاس توناس        |
| CU-04 | استان ماتانزاس         |
| CU-01 | استان پینار دل ریو     |
| CU-07 | استان سانکتی اسپیریتوس |
| CU-13 | استان سانتیاگو د کوبا  |
| CU-05 | استان ویلا کلارا       |
| CU-99 | ایسلا د لا خوبنتود     |